# Skärblacka
Skärblacka ist eine Ortschaft (tätort) in der schwedischen Provinz Östergötlands län und der historischen Provinz Östergötland. Der Ort liegt an der Südseite des Sees Glan, wo der Motala ström vom Roxen kommend in den Glan mündet.
Bis zur Zusammenlegung der Landgemeinde Skärblacka (Skärblacka landskommun) mit der Gemeinde Norrköping 1971 war Skärblacka Hauptort der Landgemeinde.
Im Ort ist eine große Papiermühle ansässig.